# Baron Roborough

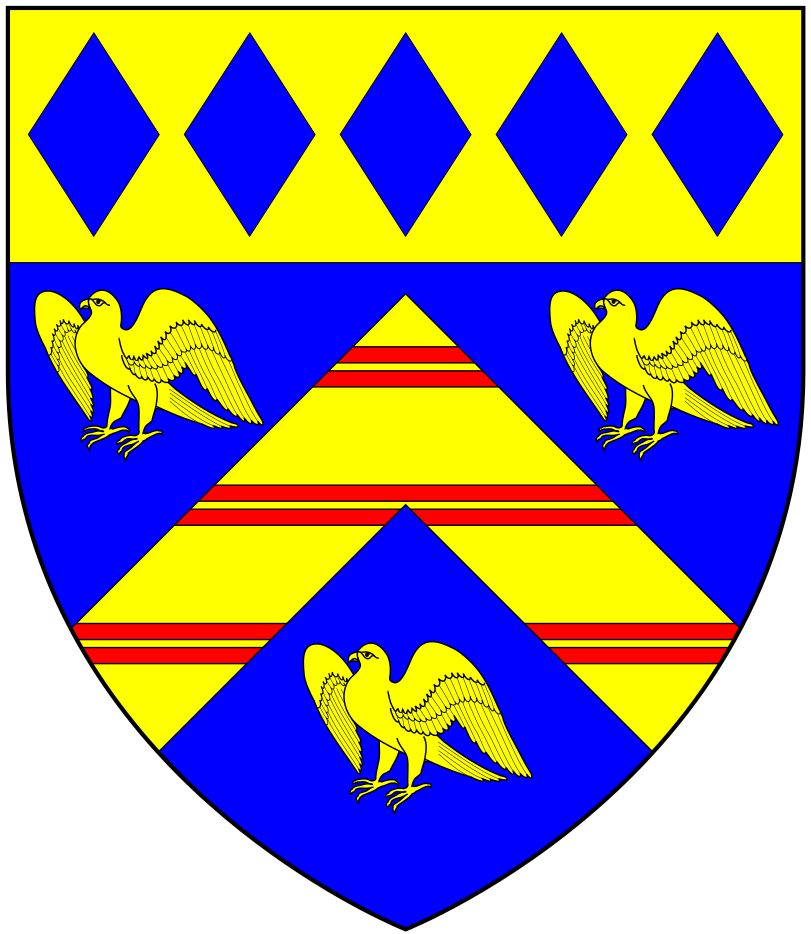
Wappen der Barone Roborough

Baron Roborough, of Maristow in the County of Devon, ist ein erblicher britischer Adelstitel in der Peerage of the United Kingdom.
Familiensitz der Barone ist Bickham House in Roborough bei Plymouth in Devon.

## Verleihung
Der Titel wurde am 14. April 1938 für Sir Henry Lopes, 4. Baronet, geschaffen. Er hatte bereits 1908 von seinem Vater den fortan nachgeordneten Titel Baronet, of Maristow House in the County of Devon, geerbt, der am 1. November 1805 in der Baronetage of the United Kingdom dem Bruder seiner Großmutter verliehen worden war.
Heutiger Titelinhaber ist seit 2015 sein Urenkel Massey Lopes als 4. Baron.

## Liste der Barone Roborough (1938)
- Henry Lopes, 1. Baron Roborough (1859–1938)
- Massey Lopes, 2. Baron Roborough (1903–1992)
- Henry Lopes, 3. Baron Roborough (1940–2015)
- Massey Lopes, 4. Baron Roborough  (* 1969)

Titelerbe (Heir apparent) ist der Sohn des aktuellen Titelinhabers, Hon. Henry Lopes (* 1997).